# 15 Batalion Budowy Dróg
15 Samodzielny Batalion Budowy Dróg – samodzielny pododdział wojsk drogowych ludowego Wojska Polskiego.
Przeznaczony do budowy i naprawy dróg w strefie przyfrontowej. W działaniach bojowych pełnił także służbę regulacji ruchu oraz kontroli wojskowych pojazdów mechanicznych. 
Formowany w rejonie Siedlec na podstawie rozkazu Naczelnego Dowództwa Wojska Polskiego nr 041/org z 6 października 1944 z przeznaczeniem dla 3 Armii Wojska Polskiego. W związku z zaniechaniem formowania 3 Armii, będący jeszcze w stadium organizacji batalion rozwiązano.

## Obsada personalna
Dowódcy batalionu
- mjr Mikołaj Wiszniowiecki

## Skład etatowy
Etat 047/8

Dowództwo i sztab
- 3 kompanie budowy dróg
  - 3 plutony budowy dróg
  - pluton mostowy
- kompania transportowa
  - 2 plutony transportowe